# Campeonato Europeu de Atletismo em Pista Coberta
O Campeonato Europeu de Atletismo em Pista Coberta é realizado desde 1970, substituindo os Jogos Europeus em Pista Coberta que se realizavam desde 1966, e são organizados a cada dois anos pela Associação Europeia de Atletismo (EAA). É a maior prova atlética a nível europeu que se celebra no Inverno e fora dos anos em que se celebram os Jogos Olímpicos de Verão ou o Campeonato Europeu. Devido a este campeonato se realizar em pista coberta, o número de provas é menor que nos outros grandes eventos.

## Edições dos Jogos Europeus em Pista Coberta
| No. | Ano  | Sede     | País               | Estádio                 |
| --- | ---- | -------- | ------------------ | ----------------------- |
| I   | 1966 | Dortmund | Alemanha Ocidental | Westfalenhallen         |
| II  | 1967 | Praga    | Tchecoslováquia    | Sportovni hala          |
| III | 1968 | Madrid   | Espanha            | Palacio de los Deportes |
| IV  | 1969 | Belgrado | Iugoslávia         | Hala sportova           |

## Edições dos Campeonatos Europeus de Atletismo em Pista Coberta
| No.    | Ano  | Sede          | País               | Estádio                                        |
| ------ | ---- | ------------- | ------------------ | ---------------------------------------------- |
| I      | 1970 | Viena         | Áustria            | Stadthalle                                     |
| II     | 1971 | Sófia         | Bulgária           | Festiwalna                                     |
| III    | 1972 | Grenoble      | França             | Palais des Sports                              |
| IV     | 1973 | Roterdão      | Países Baixos      | Ahoy                                           |
| V      | 1974 | Gotemburgo    | Suécia             | Scandinavium                                   |
| VI     | 1975 | Katowice      | Polónia            | Spodek                                         |
| VII    | 1976 | Munique       | Alemanha Ocidental | Olympiahalle                                   |
| VIII   | 1977 | San Sebastián | Espanha            | Pabellón de Anoeta                             |
| IX     | 1978 | Milão         | Itália             | Palazzo dello Sporto                           |
| X      | 1979 | Viena         | Áustria            | Pabellón Ferry Dusika                          |
| XI     | 1980 | Sindelfingen  | Alemanha Ocidental | Glaspalast                                     |
| XII    | 1981 | Grenoble      | França             | Palais des Sports                              |
| XIII   | 1982 | Milão         | Itália             | Palazzo dello Sporto                           |
| XIV    | 1983 | Budapeste     | Hungria            | Budapest Sportcsárnok                          |
| XV     | 1984 | Gotemburgo    | Suécia             | Scandinavium                                   |
| XVI    | 1985 | Pireu         | Grécia             | Estádio da Paz e da Amizade                    |
| XVII   | 1986 | Madrid        | Espanha            | Palacio de Deportes                            |
| XVIII  | 1987 | Liévin        | França             | Stade Couvert Régional                         |
| XIX    | 1988 | Budapeste     | Hungria            | Budapest Sportcsárnok                          |
| XX     | 1989 | Haia          | Países Baixos      | Houtrust                                       |
| XXI    | 1990 | Glasgow       | Reino Unido        | Kelvin Hall                                    |
| XXII   | 1992 | Génova        | Itália             | Palasport                                      |
| XXIII  | 1994 | Paris         | França             | Palais Omnisports de Paris-Bercy               |
| XXIV   | 1996 | Estocolmo     | Suécia             | Stockholm Globe Arena                          |
| XXV    | 1998 | Valência      | Espanha            | Palácio-Velódromo Luis Puig                    |
| XXVI   | 2000 | Gent          | Bélgica            | Flanders Sport Hall                            |
| XXVII  | 2002 | Viena         | Áustria            | Pabellón Ferry Dusika                          |
| XXVIII | 2005 | Madrid        | Espanha            | Palacio de Deportes                            |
| XXIX   | 2007 | Birmingham    | Reino Unido        | National Indoor Arena                          |
| XXX    | 2009 | Turim         | Itália             | Palasport Olimpico                             |
| XXXI   | 2011 | Paris         | França             | Palais Omnisports de Paris-Bercy               |
| XXXII  | 2013 | Gotemburgo    | Suécia             | Scandinavium                                   |
| XXXIII | 2015 | Praga         | Chéquia            | O2 Arena                                       |
| XXXIV  | 2017 | Belgrado      | Sérvia             | Belgrade Arena                                 |
| XXXV   | 2019 | Glasgow       | Reino Unido        | Commonwealth Arena and Sir Chris Hoy Velodrome |
| XXXVI  | 2021 | Toruń         | Polónia            | Arena Toruń                                    |
| XXXVII | 2023 | Istambul      | Turquia            | Ataköy Athletics Arena                         |

## Medalhas de Portugal em Europeus de pista coberta

### Ouro
- 2017 - Nelson Évora, Triplo salto
- 2015 - Nelson Évora, Triplo salto
- 2013 - Sara Moreira, 3000 metros
- 2011 - Francis Obikwelu, 60 metros
- 2009 - Rui Silva, 1500 metros
- 2007 - Naide Gomes, salto em comprimento
- 2005 - Naide Gomes, salto em comprimento
- 2002 - Rui Silva, 1500 metros
- 1998 - Rui Silva, 1500 metros
- 1996 - Carla Sacramento, 1500 metros
- 1996 - Fernanda Ribeiro, 3000 metros
- 1994 - Fernanda Ribeiro, 3000 metros

### Prata
- 2019 - Nelson Évora, Triplo Salto
- 2017 - Patrícia Mamona, Triplo Salto
- 2011 - Naide Gomes, Salto em comprimento
- 2009 - Sara Moreira, 3000 metros
- 2002 - Carla Sacramento, 1500 metros
- 2002 - Naide Gomes, heptatlo
- 2000 - Rui Silva, 3000 metros
- 1998 - Carlos Calado, salto em comprimento
- 1998 - Fernanda Ribeiro, 3000 metros

### Bronze
- 1994 - Carla Sacramento, 800 metros
- 1990 - Ana Isabel Oliveira, Triplo Salto
- 1986 - João Campos, 3000 metros
- 2025 - Isaac Nader, 1500 metros